# Contescourt
Contescourt är en kommun i departementet Aisne i regionen Hauts-de-France i norra Frankrike. Kommunen ligger  i kantonen Saint-Simon som ligger i arrondissementet Saint-Quentin. År 2022 hade Contescourt 61 invånare.

## Befolkningsutveckling
Antalet invånare i kommunen Contescourt
Referens: INSEE